# Эр-Райян (муниципалитет)
Эр-Райян (араб. الريان‎) — третий по величине муниципалитет в Катаре. Его административный центр — одноимённый город, который занимает всю восточную часть муниципалитета и в значительной степени окружает Доху, функционируя как пригород. Огромное пространство в основном неразвитых земель на юго-западе также подпадает под администрацию муниципалитета.
Площадь муниципалитета равна 5818 км² . Население на 2015 год — 605 712 человек.
Из части муниципалитета в 2015 году создан муниципалитет Эш-Шахания.
Площадь 2450 км².